# Skalvi
Skalvi, znani tudi kot Skalvijani (litovsko Skalviai, nemško Schalauer) so bili baltsko pleme, sorodno Prusom. Po pisanju v Kroniki Pruske dežele Petra Dusburškega so bili okoli leta 1240 naseljeni v Skaloviji, južno od Kuronov in Samogitov ob spodnjem toku reke Nemen.

## Geografija
Skalvi so živeli na obeh straneh reke Memel severno od Nadruvov in južno od Samogitije. Na severovzhodu je njihovo ozemlje segalo do rek Šešupė, Ežeruona in Jūra. Na vzhodu je mejilo na Sudovijo, na severozahodu na reko Minijo, na zahodu na Kuronsko laguno in na jugozahodu na reko Gilijo. Njihova središče so bila mesta Rusnė, Ragainė in Tilžė.

## Ime
Pomen njihovega mena je negotov. Izhaja morda iz besede skalwa, ki pomeni odkršek ali drobec, ali besede skalauti, ki pomeni med vodami. Po pruskih legendah je pleme dobilo ime po enem od sinov kralja Videvuta z imenom Šalauo.

## Zgodovina
Prebivalce na njihovem ozemlju je mogoče slediti nazaj do grobišč z upepeljenimi človeškimi ostanki in posameznimi grobovi konj. Sodeč po najdbah se domneva, da so bili povezani z drugimi Zahodnimi Balti, kot so Kuroni in bolj oddaljeni Prusi. Tipične skalovske grobne pridatke so odkrili v Strewi, Skomantenu, Jurgaitenu, Nikelnu, Paulaitenu, Wilku Kampasu, Weszaitenu, Greyszönenu, Lompönenu in Wittgirrenu.
Središče Skalovije je bil grad Ragnit. Peter Dusburški pripoveduje o lesenem gradu, ki ga ni bilo mogoče osvojiti ne s silo ne s stradanjem, ker so prebivalci trdnjave posedovali umetno jezero, polno rib. Osvajalci so morali grad požgati.
V letih 1276–1277 so Skalovijo podjarmili tevtonski vitezi. V kronikah vitezov so bili omenjeni plemiči Sarecka (Sareikā), Surbantas, Svirdotas in Surdota. Leta 1281 je Jondele Šalvite dobil prvi  »zemljiški privilegij«, leta 1289 pa je bil zgrajen grad tevtonskega reda Ragnit. Med letoma 1281 in 1383 je bilo izdanih še več privilegijev.  
Skalvi  so bili zadnjič omenjeni v letih 1542 kot prebivalci gradu Ragnit in leta 1563 kot prebivalci Splitterja

## Jezik
Domneva se, da so Skalvi govorili zahodnobaltski jezik ali skalvansko narečje. 

## Sklic
1. ↑  Zinkevičius, Zigmas (1. januar 1996). The History of the Lithuanian Language (v angleščini). Mokslo ir enciklopedijų leidykla. str. 51. ISBN 9785420013632.